# 페차트니키역
페차트니키역(러시아어: Печатники)은 모스크바 지하철 류블린스코 드미트롭스카야 선의 역이다.

## 역사
페차트니키 역은 1995년 12월 28일에 개장하였다.

## 구조
1면 2선의 섬식 승강장 구조로, 지하 역사이다.